# Gornji Tkalec
Gornji Tkalec ist ein Dorf in Kroatien, welches elf Kilometer nördlich von Vrbovec liegt. Laut der kroatischen Volkszählung von 2001 leben dort 218 Einwohner.

## Geschichte
Im Jahre 1425 wird im Ort die Kirche der Hl. Maria errichtet. 1611 wird das Gotteshaus durch die römisch-katholische Ordensgemeinschaft der Jesuiten die aus Zagreb stammte erworben. Nach dem Erlöschen der Griechisch-Katholische Eparchie Marča und der vorübergehenden Verlegung des griechisch-katholischen Bistums nach Pribić, wird im Jahre 1783 die Kirche und das dazugehörende Grundstück zum dritten Bischofssitz der Bischöfe der griechisch-katholischen Kirche auf dem Gebiet des heutigen Kroatiens erhoben. Im Jahre 1777 wechselt der Bischofssitz nach Križevci (Kroatien) (Bistums Križevci). Des Weiteren befindet sich im Ort Gornji Tkalec ein Schloss, welches im Kunststil des frühen Barock errichtet wurde. Ein Teil des Schlosses bildet die Kapelle (Kirchenbau) der Hl. Maria. In ihr befinden sich im Barock entworfene Altäre, Bilder, Fahnen. Die dazugehörende Sakristei beherbergt das erhaltene Grabmal des griechisch-katholischen Bischofs Bazilije Božičović aus dem Jahre 1785.